# Туассе
Туассе́ (фр. Thoissey) — коммуна во Франции, находится в регионе Рона — Альпы. Департамент — Эн. Административный центр кантона Туассе. Округ коммуны — Бурк-ан-Брес.
Код INSEE коммуны — 01420.

## География
Коммуна расположена приблизительно в 350 км к юго-востоку от Парижа, в 50 км севернее Лиона, в 34 км к западу от Бурк-ан-Бреса.
По территории коммуны протекают реки Сона и Шаларон.

## Климат
Климат полуконтинентальный с холодной зимой и тёплым летом. Дожди бывают нечасто, в основном летом.

## Население
Население коммуны на 2010 год составляло 1540 человек.
| 1962 | 1968 | 1975 | 1982 | 1990 | 1999 | 2010 |
| ---- | ---- | ---- | ---- | ---- | ---- | ---- |
| 1210 | 1445 | 1454 | 1481 | 1306 | 1355 | 1540 |

## Администрация
| Период | Период | Фамилия        | Партия        | Примечания |
| ------ | ------ | -------------- | ------------- | ---------- |
| 1995   | 2008   | Андре Филиппон | Разные левые  |            |
| 2008   | 2020   | Морис Вуазен   | Разные правые |            |

## Экономика
В 2010 году среди 872 человек трудоспособного возраста (15—64 лет) 688 были экономически активными, 184 — неактивными (показатель активности — 78,9 %, в 1999 году было 74,7 %). Из 688 активных жителей работали 603 человека (315 мужчин и 288 женщин), безработных было 85 (32 мужчины и 53 женщины). Среди 184 неактивных 56 человек были учениками или студентами, 74 — пенсионерами, 54 были неактивными по другим причинам.

## Достопримечательности
- Монастырь урсулинок (1698 год). Исторический памятник с 1980 года.[4]

## Города-побратимы
- Монс (Бельгия, с 1963)

## Фотогалерея

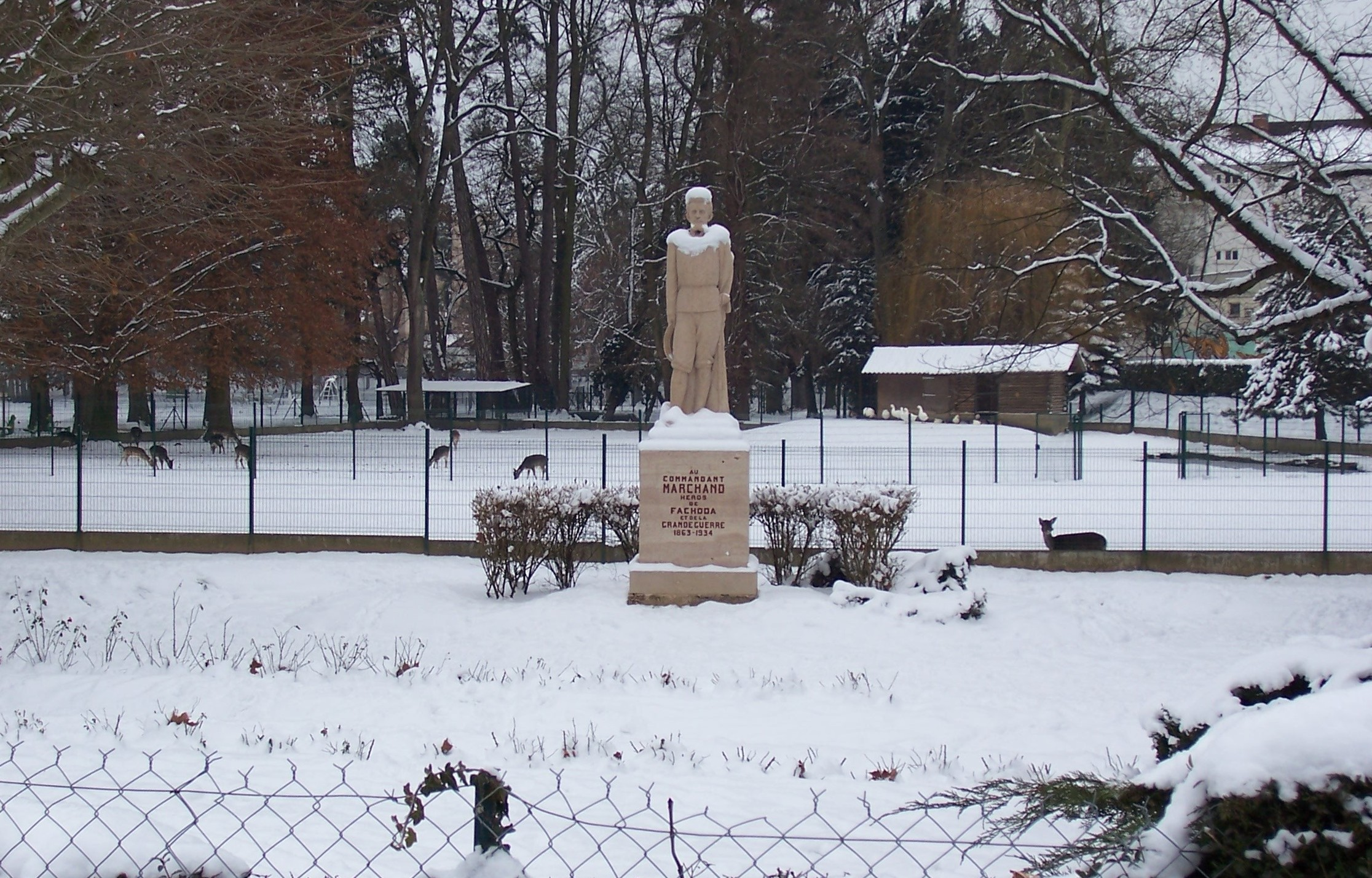
Памятник генералу Маршану
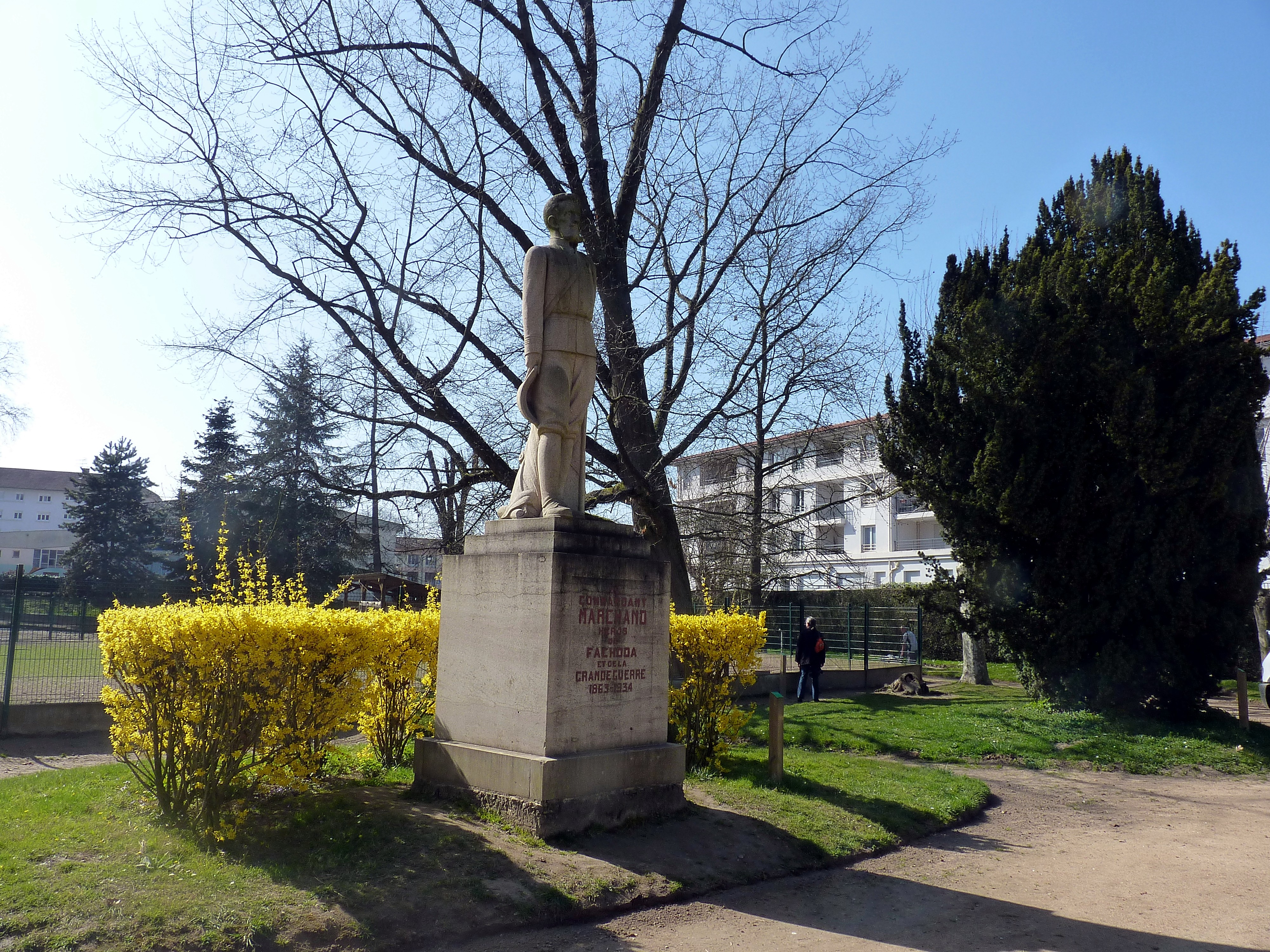
Памятник генералу Маршану
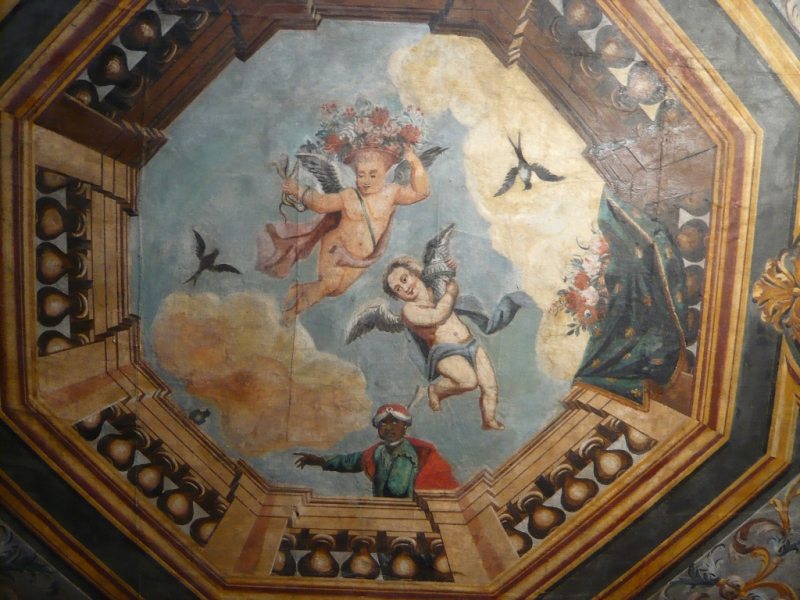
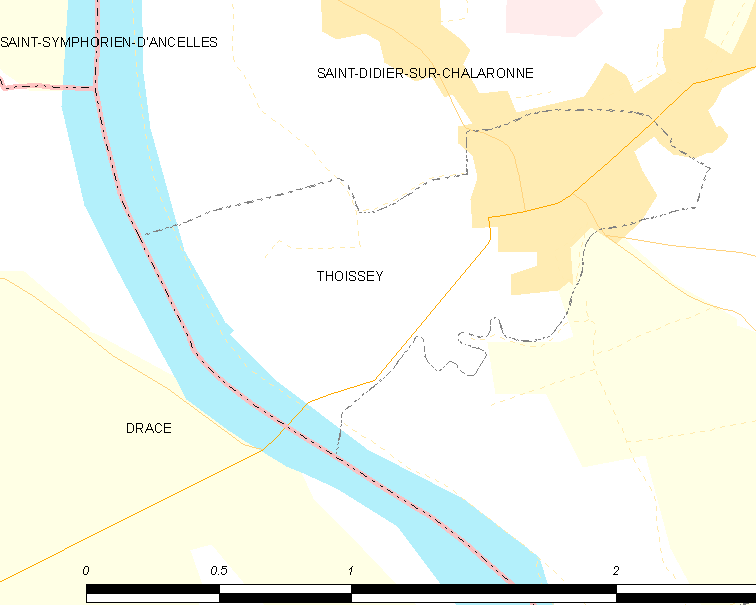
Карта коммуны